# بحيرة فيلاو
بحيرة فيلاو (بالكردية: گۆمی فێڵاو)‏ هي بحيرة تقع في منطقة بالكايتي ضمن قضاء جومان، 160 كم شمال شرق محافظة أربيل، إقليم كردستان العراق، تبعد حوالي 160 كيلومتر عن مركز المدينة، والتي تعتبر واحدة من أشهر البحيرات في المحافظة التي يقصدها العديد من السياح طوال فصليّ الشتاء والربيع.

## الموقع
تقع البحيرة شمال موقع جناسان السياحي بين جبلي سيكل وحسار من ضمن سلسلة الجبال الواقعة في منطقة بالكايتي، تقع على ارتفاع 3000 متر فوق سطح البحر والتي تعتبر البحيرة الاعلى في إقليم كردستان العراق.